# Риггисберг
Риггисберг (нем. Riggisberg) — коммуна в Швейцарии, в кантоне Берн.
Входит в состав округа Зефтиген. Население составляет 1944 человека (на 31 декабря 2006 года). Официальный код — 0879.